# Ulrich Pfeifle
Ulrich Pfeifle (* 31. Oktober 1942 in Stuttgart) ist ein deutscher Politiker (SPD).

## Leben und Beruf
Pfeifle studierte nach dem Abitur in Reutlingen Rechtswissenschaften in Tübingen und Hamburg. Von 1970 bis 1975 war er zunächst beim Landratsamt des Landkreises Reutlingen und dann beim Regierungspräsidium Tübingen beschäftigt. Von 2006 bis 2020 war er als Rechtsanwalt tätig. Pfeifle war 1995 Initiator und ehemaliger Vorsitzender des Vereins Deutsche Limes-Straße und gehörte 2003 zu den Gründungsmitgliedern der Deutschen Limeskommission. Er ist verheiratet und hat drei Kinder.

## Politik
Pfeifle war von 1976 bis 2005 Oberbürgermeister von Aalen. Ab 1996 war er Abgeordneter im Landtag von Baden-Württemberg, in dem er das Zweitmandat des Wahlkreises Aalen vertrat. Am 31. Oktober 1997 legte er sein Landtagsmandat nieder, für ihn rückte Ursula Haußmann in den Landtag nach. Darüber hinaus gehört er dem Kreistag des Ostalbkreises und der Verbandsversammlung der Region Ostwürttemberg an.
Pfeifle ist 2. stellvertretender Vorsitzender des Verwaltungsrates der Kreissparkasse Ostalb.

## Ehrungen
Die Fachhochschule Aalen ernannte Pfeifle zum Ehrensenator. Die Stadt Tatabánya verlieh ihm 2004 die Ehrenbürgerwürde, ebenso die Stadt Aalen im Jahr 2005.
Am 17. März 2013 wurde nach Stadtratsbeschluss die Aalener Greuthalle in Ulrich-Pfeifle-Halle umbenannt.
1992 wurde Pfeifle mit der großen Ehrenplakette der Stadt Aalen in Silber und mit dem Bundesverdienstkreuz am Bande ausgezeichnet, 2002 erhielt er das Bundesverdienstkreuz 1. Klasse.
2017 wurde Pfeifle der Verdienstorden der Italienischen Republik in der Ordensklasse „Cavaliere“ (Ritter) verliehen.

## Veröffentlichungen
- Wenn ich’s nicht selbst erlebt hätte … Drei Jahrzehnte OB in Aalen. 1. Auflage. Edition Ostalb, 2018, ISBN 978-3-9815899-9-3.